# Sotomayor Houses
Las Justice Sonia Sotomayor Houses and Community Center es un complejo residencial y centro social en Soundview, El Bronx, Nueva York. Anteriormente conocida como las Bronxdale Houses, el proyecto fue rebautizado en junio de 2010 en honor a la Juez asociado de la Corte Suprema de los Estados Unidos, Sonia Sotomayor. El complejo fue inaugurado en enero de 1955 y comprende 28 edificios con 1500 viviendas en total.
Los residentes anteriores notables incluyena al productor de música Andre Harrell.